# Piz Bleis Marscha
Der Piz Bleis Marscha ⓘ (rätoromanisch im Idiom Surmiran bleis für ‚steile Grashalde, grasbewachsener Steilhang‘ und marscha feminin zu lateinisch marcidus für ‚faul‘) ist ein Berg südwestlich von Bergün/Bravuogn und südöstlich von Savognin im Kanton Graubünden in der Schweiz mit einer Höhe von 3127 m ü. M.

## Lage und Umgebung
Der Piz Bleis Marscha ist Namensgeber und höchster Gipfel der Gruppe Bleis Marscha, einer Untergruppe der Albula-Alpen. Über den Gipfel verläuft die Gemeindegrenze zwischen Surses und Bergün Filisur. Der Piz Bleis Marscha wird im Westen durch die Val d’Err, ein Seitental des Oberhalbsteins, im Nordosten durch die Val Tschitta und im Südosten durch die Val Mulix, beides Seitentäler des Albulatals, eingefasst.
Zu seinen Nachbargipfeln gehören im Norden der Piz da Peder Bucs (3001 m), der Piz da l'Antgierna da Salteras (2981 m), der Piz Salteras (3110 m) und der Piz Ela (3339 m), im Nordwesten das Corn da Tinizong (3173 m) und der Piz Mitgel (3157 m), im Süden der Piz Laviner (3136 m) und im Südwesten der Piz Jenatsch (3249 m), der Piz d’Err (3377 m) und der Piz Calderas (3397 m).
Der am weitesten entfernte sichtbare Punkt ist das Matterhorn (4478 m) in den Walliser Alpen. Es ist 172 km vom Piz Bleis Marscha entfernt..
Talorte sind Preda und Tinizong, häufiger Ausgangspunkt ist Naz.

## Routen zum Gipfel
Das eidgenössische Jagdbanngebiet Piz Ela ist unbedingt zu respektieren. Schneesportarten ausserhalb markierter Routen sind verboten, Hunde sind an der Leine zu führen. Zudem ist der Betrieb von Drohnen und das freie Zelten und Campieren verboten.

### Sommerrouten

#### Über den Nordwestgrat
- Ausgangspunkt: Naz (1746 m) oder Alp d’Err (2178 m)
- Via: P. 2891, Piz da l’Antgierna da Salteras (2981 m) und Piz da Peder Bucs (3001 m)
- Schwierigkeit: WS
- Zeitaufwand: 8 Stunden

#### Über den Ostgrat
- Ausgangspunkt: Naz (1746 m)
- Via: P. 2789
- Schwierigkeit: WS
- Zeitaufwand: 5 Stunden

#### Durch die Südwand
- Ausgangspunkt: Naz (1746 m)
- Via: Val Mulix
- Schwierigkeit: WS
- Zeitaufwand: 4½ Stunden

#### Über den Westgrat
- Ausgangspunkt: Tinizong (1232 m)
- Via: Alp d’Err (2178 m), P. 2801
- Schwierigkeit: L
- Zeitaufwand: 7½ Stunden von Tinizong, 4 Stunden von der Alp d’Err

### Durch die Nordwestwand
- Ausgangspunkt: Tinizong (1232 m)
- Via: Alp d’Err (2178 m)
- Schwierigkeit: L
- Zeitaufwand: 7½ Stunden von Tinizong, 4 Stunden von der Alp d’Err
- Bemerkung: Bequem bei guten Schneeverhältnissen, sehr mühsam bei Ausaperung

### Winterrouten

#### Von Naz
- Ausgangspunkt: Naz (1746 m)
- Via: Val Mulix
- Expositionen: E, N, S
- Schwierigkeit: ZS+
- Zeitaufwand: 4½ Stunden

#### Nordabfahrt ins Val Tschitta nach Naz
Schöne Abfahrtvariante, die sichere Schnee- und Sichtverhältnisse verlangt.
- Ziel: Naz (1746 m)
- Via: P. 2954, P. 2789, Val Tschitta
- Expositionen: N, E
- Schwierigkeit: ZS+

#### Abfahrt nach Nordwest-Couloir nach Tinizong
Eindrucksvolle Steilabfahrt ins Val d’Err, nur bei sicheren Verhältnissen (Gipfelcouloir 40–45 Grad auf 350 Höhenmeter).
- Ziel: Tinizong (1232 m)
- Via: Von der Westschulter direkt durch das Nordwest-Couloir in den Kessel im Westen des Piz da Peder Bucs
- Expositionen: NW, E
- Schwierigkeit: S
- Alternative: via Fuorcla Mulix

## Galerie

Die Bleis Marscha-Gruppe befindet sich zwischen den Bergüner Stöcken (links) und der Err-Gruppe (rechts).
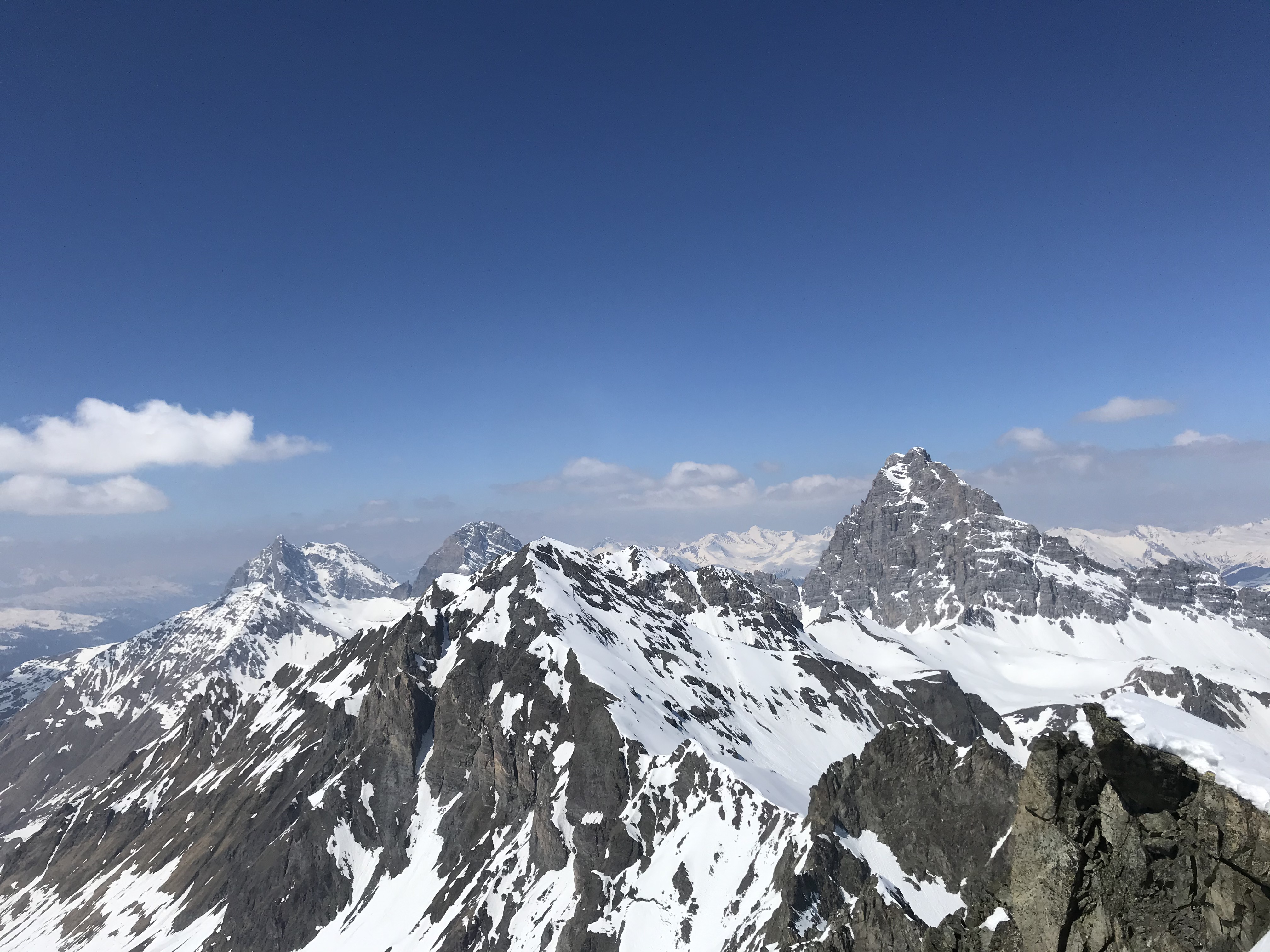
Blick nach Norden zu den Bergüner Stöcken.
Blick vom Oberhalbstein vom Piz Ela bis zum Piz d’Err, dazwischen die Gruppe Bleis Marscha mit Piz Val Lunga, Piz Salteras, Piz da l'Antgierna da Salteras, Piz da Peder Bucs und Piz Bleis Marscha (v.l.).
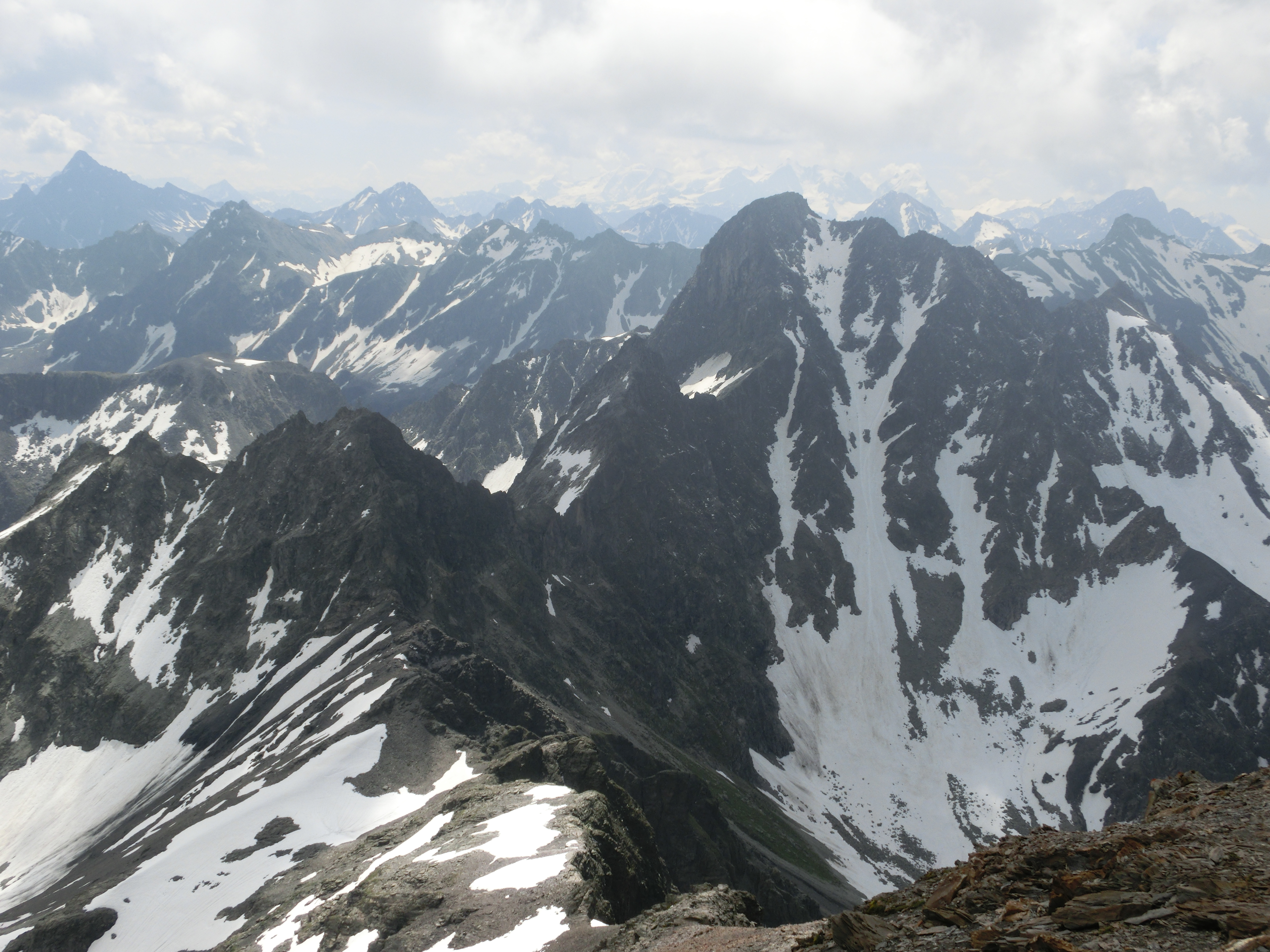
Piz Bleis Marscha von Norden, aufgenommen vom Piz Salteras.